# Voufavénto
Voufavénto (turkiska: Buffavanto) är ett slott i Cypern.   Det ligger i distriktet Eparchía Kerýneias, i den nordöstra delen av landet, 13 km norr om huvudstaden Nicosia. Voufavénto ligger 934 meter över havet. Det ligger på ön Cypern.
Terrängen runt Voufavénto är kuperad österut, men västerut är den platt. Voufavénto ligger uppe på en höjd som går i öst-västlig riktning. Voufavénto är den högsta punkten i trakten. Trakten runt Voufavénto är ganska glesbefolkad, med 25 invånare per kvadratkilometer. Närmaste större samhälle är Nicosia, 13,1 km söder om Voufavénto. Trakten runt Voufavénto är i huvudsak ett öppet busklandskap.
Medelhavsklimat råder i trakten. Årsmedeltemperaturen i trakten är 22 °C. Den varmaste månaden är augusti, då medeltemperaturen är 35 °C, och den kallaste är januari, med 10 °C. Genomsnittlig årsnederbörd är 474 millimeter. Den regnigaste månaden är december, med i genomsnitt 108 mm nederbörd, och den torraste är augusti, med 1 mm nederbörd.